# 尚姓
尚姓，在《百家姓》中排第319位，在中国总人数不足百万，人口较少。

## 來源
1. 出自夏朝大臣尚黑。
2. 出自姜姓，姜齊公族遭田齊迫害，其中一支为了纪念祖先姜太公尚父，以“尚父”为氏，後改為漢字單姓「尚」氏。
3. 尚姓人口在沖繩最多，亦曾為其尚氏王朝國姓。於沖繩被日本吞併後，不少琉球族移居到日本，故於東京、大阪均有不少尚姓沖繩人。

## 分布

### 中國
山东
河南
江苏
广东
山西
辽宁
湖南
四川
黑龙江
浙江

## 郡望
沖繩

## 延伸阅读
[在维基数据编辑]
 《百家姓》
 《欽定古今圖書集成·明倫彙編·氏族典·尚姓部》，出自陈梦雷《古今圖書集成》